# Franz Wagner (kosárlabdázó)
Franz Jacob Wagner (Berlin, 2001. augusztus 27.) világbajnok német kosárlabdázó, a National Basketball Associationben (NBA) szereplő Orlando Magic játékosa.
Wagner az Alba Berlin csapatában kezdte profi pályafutását. 2019-ben a BBL Legjobb fiatal német játékosának választották. Wagner a német utánpótlás-válogatottakban is játszott és aranyérmet nyert a 2018-as Albert Schweitzer-tornán. A felnőtt csapattal világbajnok lett 2023-ban.
Bátyja, Moritz Wagner, szintén az Orlando Magic csapatában játszik.

## Statisztikák
A Basketball Reference adatai alapján.

### Egyetem
| Év      | Csapat   | JM | KM | JP/M | MG%  | 3P%  | BD%  | LP/M | GP/M | L/M | B/M | P/M  |
| ------- | -------- | -- | -- | ---- | ---- | ---- | ---- | ---- | ---- | --- | --- | ---- |
| 2019–20 | Michigan | 27 | 27 | 30.8 | .452 | .311 | .833 | 5.6  | 1.0  | 1.3 | .6  | 11.6 |
| 2020–21 | Michigan | 28 | 28 | 31.7 | .477 | .343 | .835 | 6.5  | 3.0  | 1.3 | 1.0 | 12.5 |
| Karrier | Karrier  | 55 | 55 | 31.2 | .465 | .325 | .835 | 6.1  | 2.0  | 1.3 | .8  | 12.0 |

### NBA

#### Alapszakasz
| Év        | Csapat        | JM  | KM  | JP/M | MG%  | 3P%  | BD%  | LP/M | GP/M | L/M | B/M | P/M  |
| --------- | ------------- | --- | --- | ---- | ---- | ---- | ---- | ---- | ---- | --- | --- | ---- |
| 2021–2022 | Orlando Magic | 79  | 79  | 30.7 | .468 | .354 | .863 | 4.5  | 2.9  | .9  | .4  | 15.2 |
| 2022–2023 | Orlando Magic | 80  | 80  | 32.6 | .485 | .361 | .842 | 4.1  | 3.5  | 1.0 | .2  | 18.6 |
| 2023–2024 | Orlando Magic | 72  | 72  | 32.5 | .482 | .281 | .850 | 5.3  | 3.7  | 1.1 | .4  | 19.7 |
| 2024–2025 | Orlando Magic | 60  | 60  | 33.7 | .463 | .295 | .871 | 5.7  | 4.7  | 1.3 | .4  | 24.2 |
| Karrier   | Karrier       | 291 | 291 | 32.3 | .474 | .322 | .856 | 4.8  | 3.7  | 1.0 | .3  | 19.1 |

#### Play-in
| Év      | Csapat        | JM | KM | JP/M | MG%  | 3P%  | BD%  | LP/M | GP/M | L/M | B/M | P/M  |
| ------- | ------------- | -- | -- | ---- | ---- | ---- | ---- | ---- | ---- | --- | --- | ---- |
| 2025    | Orlando Magic | 1  | 1  | 34.0 | .400 | .000 | .500 | 13.0 | 3.0  | 2.0 | 1.0 | 13.0 |
| Karrier | Karrier       | 1  | 1  | 34.0 | .400 | .000 | .500 | 13.0 | 3.0  | 2.0 | 1.0 | 13.0 |

#### Rájátszás
| Év      | Csapat        | JM | KM | JP/M | MG%  | 3P%  | BD%  | LP/M | GP/M | L/M | B/M | P/M  |
| ------- | ------------- | -- | -- | ---- | ---- | ---- | ---- | ---- | ---- | --- | --- | ---- |
| 2024    | Orlando Magic | 7  | 7  | 37.1 | .408 | .265 | .886 | 6.9  | 4.4  | .7  | 1.3 | 18.9 |
| 2025    | Orlando Magic | 5  | 5  | 39.0 | .443 | .189 | .769 | 4.8  | 5.6  | 1.2 | .4  | 25.8 |
| Karrier | Karrier       | 12 | 12 | 37.8 | .427 | .225 | .843 | 6.0  | 4.9  | .9  | .9  | 21.8 |